# Bank of America Plaza (Dallas)
Pour les articles homonymes, voir Bank of America Plaza.
La Bank of America Plaza est un gratte-ciel de 72 étages situé sur 901 Main Street dans le quartier des affaires de Dallas au Texas.
Avec une taille structurale de 281 mètres (921 pieds), c'est le gratte-ciel le plus haut de la ville. C'est aussi le 3e plus haut bâtiment du Texas et le 19e aux États-Unis. Il contient environ 171 000 m2 (1 900 000 pieds2) de bureaux.
Le building fut conçu par JPJ Architects Inc. et HLM Design. Sa construction débuta en 1983 et se termina en 1985.
On le surnomme parfois "The Green Building", "The Green Tower" et "Jolly Green Giant" à cause de ses lumières vertes à l'argon utilisées la nuit.